# فهرست پرجمعیت‌ترین شهرهای آفریقا
در اینجا فهرستی از بزرگترین ناحیه‌های شهری در آفریقا است. آمارها مربوط به گزارش چشم‌انداز شهرنشینی جهانی سازمان ملل متحد و همچنین از وبسایت citypopulation.de هستند. ارقام مربوط به مناطق اداری نیز ارائه شده‌است.

## فهرست
| شهر              | کشور                                | منطقه اداری طبق سرشماری ملی                                              | ناحیهٔ شهری سازمان ملل - ۲۰۱۴ | ناحیهٔ شهری citypopulation.de - 2017 | تصویر |
| ---------------- | ----------------------------------- | ------------------------------------------------------------------------ | ---------------------------- | ----------------------------------- | ----- |
| قاهره            | مصر                                 | ۷٬۷۸۶٬۶۴۰ (۲۰۰۶) فرمانداری                                               | ۱۸٬۷۷۲٬۰۰۰                   | ۱۷٬۱۰۰٬۰۰۰                          |       |
| لاگوس            | نیجریه                              | ۱۳٬۴۰۰٬۰۰۰ (۲۰۰۷)                                                        | ۱۳٬۱۲۳٬۰۰۰                   | ۱۷٬۶۰۰٬۰۰۰                          |       |
| کینشاسا-برازاویل | جمهوری دموکراتیک کنگو · جمهوری کنگو | ۵٬۵۲۸٬۰۰۰ (۱۹۹۸) استان (کینساشا) ۱٬۳۷۳٬۳۸۲ (۲۰۰۷) منطقه پایتخت (برزاویل) | ۱۳٬۴۷۵٬۰۰۰                   | ۱۲٬۸۵۰٬۰۰۰                          |       |
| ژوهانسبورگ       | آفریقای جنوبی                       | ۴٬۴۳۴٬۸۲۷ (۲۰۱۱)                                                         | ۹٬۳۹۹٬۰۰۰                    | ۱۳٬۱۰۰٬۰۰۰                          |       |
| لوآندا           | آنگولا                              | ۱٬۸۲۳٬۲۸۲ (۲۰۰۲) استان                                                   | ۵٬۵۰۶٬۰۰۰                    | ۷٬۴۵۰٬۰۰۰                           |       |
| خارطوم-ام درمان  | سودان                               | ۲٬۹۱۹٬۷۷۳ (۱۹۹۳) ۳ شهر اصلی در ناحیه شهری خارطوم                         | ۵٬۱۲۹٬۰۰۰                    | ۵٬۷۰۰٬۰۰۰                           |       |
| دارالسلام        | تانزانیا                            | ۴٬۳۶۴٬۵۴۱ (۲۰۱۲) ناحیه                                                   | ۵٬۱۱۶٬۰۰۰                    | ۵٬۵۵۰٬۰۰۰                           |       |
| آبیجان           | ساحل عاج                            | ۴٬۲۱۰٬۲۰۰ (۲۰۰۲) بخش                                                     | ۴٬۸۶۰٬۰۰۰                    | ۵٬۲۰۰٬۰۰۰                           |       |
| اسکندریه         | مصر                                 | ۴٬۱۱۰٬۰۱۵ (۲۰۰۶) فرمانداری                                               | ۴٬۷۷۸٬۰۰۰                    | ۵٬۲۵۰٬۰۰۰                           |       |
| نایروبی          | کنیا                                | ۳٬۱۳۸٬۲۹۵ (۲۰۰۹) منطقه اداری نایروبی                                     | ۳٬۹۱۵٬۰۰۰                    | ۵٬۳۵۰٬۰۰۰                           |       |
| کیپ تاون         | آفریقای جنوبی                       | ۳٬۴۹۷٬۰۹۷ (۲۰۰۷) شهرداری کلانشهر                                         | ۳٬۶۶۰٬۰۰۰                    | ۴٬۰۵۰٬۰۰۰                           |       |
| کانو             | نیجریه                              | ۲٬۱۵۳٬۲۲۵ (۲۰۰۶) ۶ ناحیه فرمانداری ویژه کانو                             | ۳٬۵۸۷٬۰۰۰                    | ۴٬۲۷۵٬۰۰۰                           |       |
| داکار            | سنگال                               | ۲٬۴۵۲٬۶۵۶ (۲۰۰۵) ناحیه                                                   | ۳٬۵۲۰٬۰۰۰                    | ۳٬۴۰۰٬۰۰۰                           |       |
| کازابلانکا       | مراکش                               | ۶٬۸۶۱٬۷۳۹(۲۰۱۶) ناحیه                                                    | ۳٬۵۱۵٬۰۰۰                    | ۴٬۲۲۵٬۰۰۰                           |       |
| آدیس آبابا       | اتیوپی                              | ۲٬۷۳۸٬۲۴۸ (۲۰۰۷) شهر مستقل                                               | ۳٬۲۳۸٬۰۰۰                    | ۳٬۵۵۰٬۰۰۰                           |       |
| ایبادان          | نیجریه                              | ۱٬۳۳۸٬۶۵۹ (۲۰۰۶) ۵ ناحیه فرمانداری ویژه کانو                             | ۳٬۱۶۰٬۰۰۰                    | ۳٬۲۵۰٬۰۰۰                           |       |
| یائونده          | کامرون                              | ۱٬۲۴۸٬۲۳۵ (۲۰۰۱) بخش امفوندی                                             | ۳٬۰۶۶٬۰۰۰                    | ۳٬۰۲۵٬۰۰۰                           |       |
| دوالا            | کامرون                              | ۱٬۵۱۴٬۹۷۸ (۲۰۰۱) بخش ووری                                                | ۲٬۹۴۳٬۰۰۰                    | ۳٬۰۰۰٬۰۰۰                           |       |
| دوربان           | آفریقای جنوبی                       | ۳٬۴۶۸٬۰۸۶ (۲۰۰۷) شهرداری کلانشهر                                         | ۲٬۹۰۱٬۰۰۰                    | ۳٬۲۷۵٬۰۰۰                           |       |
| واگادوگو         | بورکینافاسو                         | ۱٬۴۷۵٬۲۲۳ (۲۰۰۶) شهرداری                                                 | ۲٬۷۴۱٬۰۰۰                    | ۲٬۱۵۰٬۰۰۰                           |       |
| آنتاناناریوو     | ماداگاسکار                          |                                                                          | ۲٬۶۱۰٬۰۰۰                    | ۲٬۲۷۵٬۰۰۰                           |       |
| کوماسی           | غنا                                 | ۱٬۱۷۱٬۳۱۱ (۲۰۰۰) ناحیه (ناحیه کلانشهری کوماسی)                           | ۲٬۵۹۹٬۰۰۰                    | ۲٬۷۵۰٬۰۰۰                           |       |
| الجزیره          | الجزایر                             | ۲٬۹۴۷٬۴۶۱ (۲۰۰۸) ولایت                                                   | ۲٬۵۹۴٬۰۰۰                    | ۳٬۷۲۵٬۰۰۰                           |       |
| باماکو           | مالی                                | ۱٬۲۱۵٬۳۳۵ (۲۰۰۵) ناحیه                                                   | ۲٬۵۱۵٬۰۰۰                    | ۳٬۰۵۰٬۰۰۰                           |       |
| آبوجا            | نیجریه                              | ۱٬۴۰۵٬۲۰۱ (۲۰۰۶) حوزه فدرال مرکزی                                        | ۲٬۴۴۰٬۰۰۰                    | ۲٬۹۵۰٬۰۰۰                           |       |
| پورت هارکورت     | نیجریه                              | ۵۴۱٬۱۱۶ (۲۰۰۶) ناحیه فرمانداری محلی                                      | ۲٬۳۴۳٬۰۰۰                    | ۲٬۱۲۵٬۰۰۰                           |       |
| آکرا             | غنا                                 | ۱٬۶۵۹٬۱۳۶ (۲۰۰۰) ناحیه (منطقه کلانشهری آکرا)                             | ۲٬۲۷۷٬۰۰۰                    | ۴٬۷۰۰٬۰۰۰                           |       |
| لوساکا           | زامبیا                              | ۱٬۷۴۲٬۹۷۹                                                                | ۲٬۱۷۹٬۰۰۰                    | ۲٬۳۷۵٬۰۰۰                           |       |
| موگادیشو         | سومالی                              | ۳٬۰۰٬۰۰۰ (۲۰۱۱)                                                          | ۲٬۱۳۸٬۰۰۰                    | ۱٬۷۷۰٬۰۰۰                           |       |
| پرتوریا          | آفریقای جنوبی                       | ۲٬۳۴۵٬۹۰۸ (۲۰۰۷) شهرداری کلانشهر                                         | ۲٬۰۵۹٬۰۰۰                    | ژوهانسبورگ بزرگ را ببینید           |       |
| لوبومباشی        | جمهوری دموکراتیک کنگو               |                                                                          | ۲٬۰۱۵٬۰۰۰                    | ۱٬۹۳۰٬۰۰۰                           |       |
| مبوجی-مایی       | جمهوری دموکراتیک کنگو               |                                                                          | ۲٬۰۰۷٬۰۰۰                    | ۱٬۹۱۰٬۰۰۰                           |       |
| تونس             | تونس                                | ۹۱۱٬۶۴۳ (۲۰۰۵) شهرداری                                                   | ۱٬۹۹۳٬۰۰۰                    | ۲٬۵۲۵٬۰۰۰                           |       |
| رباط             | مراکش                               | ۶۲۷٬۹۳۲ (۲۰۰۴) بخشداری                                                   | ۱٬۹۶۷٬۰۰۰                    | ۱٬۸۹۰٬۰۰۰                           |       |
| کوناکری          | گینه                                | ۱٬۰۹۲٬۹۳۶ (۱۹۹۶) ناحیه                                                   | ۱٬۹۳۶٬۰۰۰                    | ۲٬۳۰۰٬۰۰۰                           |       |
| کامپالا          | اوگاندا                             | ۱٬۳۳۷٬۹۰۰ (۲۰۰۵) ناحیه                                                   | ۱٬۹۳۶٬۰۰۰                    | ۳٬۱۲۵٬۰۰۰                           |       |
| حراره            | زیمبابوه                            | ۱٬۹۰۳٬۵۱۰ (۲۰۰۲) استان                                                   | ۱٬۵۰۱٬۰۰۰                    | ۲٬۳۵۰٬۰۰۰                           |       |
| بنین             | نیجریه                              |                                                                          | ۱٬۴۹۶٬۰۰۰                    | ۱٬۵۲۰٬۰۰۰                           |       |
| هوامبو           | آنگولا                              |                                                                          | ۱٬۲۶۹٬۰۰۰                    | فهرست نشده‌است                       |       |
| مونروویا         | لیبریا                              | ۱٬۰۱۰٬۹۷۰ (۲۰۰۸) شهرداری                                                 | ۱٬۲۶۴٬۰۰۰                    | ۱٬۳۸۰٬۰۰۰                           |       |
| انجامنا          | چاد                                 |                                                                          | ۱٬۲۶۰٬۰۰۰                    | ۱٬۲۵۰٬۰۰۰                           |       |
| کیگالی           | رواندا                              |                                                                          | ۱٬۲۵۷٬۰۰۰                    | ۱٬۰۴۰٬۰۰۰                           |       |
| ماپوتو           | موزامبیک                            | ۱٬۰۹۹٬۱۰۲ (۲۰۰۷) شهر هم‌درجه با استان                                     | ۱٬۱۸۷٬۰۰۰                    | ۲٬۲۵۰٬۰۰۰                           |       |
| پورت الیزابت     | آفریقای جنوبی                       | ۱٬۰۵۰٬۹۳۰ (۲۰۰۷) شهرداری کلانشهر (خلیج نلسون ماندلا)                     | ۱٬۱۷۹٬۰۰۰                    | ۱٬۲۷۰٬۰۰۰                           |       |
| فاس              | مراکش                               | ۹۷۷٬۹۴۶ (۲۰۰۴) بخشداری                                                   | ۱٬۱۷۲٬۰۰۰                    | ۱٬۲۲۰٬۰۰۰                           |       |
| کانانگا          | جمهوری دموکراتیک کنگو               |                                                                          | ۱٬۱۶۹٬۰۰۰                    | فهرست نشده‌است                       |       |
| ورینیگینگ        | آفریقای جنوبی                       | ۸۰۰٬۸۱۹ (۲۰۰۷) شهرداری ناحیه                                             | ۱٬۱۵۵٬۰۰۰                    | ژوهانسبورگ بزرگ را ببینید           |       |
| مراکش            | مراکش                               |                                                                          | ۱٬۱۳۴٬۰۰۰                    | ۱٬۰۸۰٬۰۰۰                           |       |
| طرابلس           | لیبی                                | ۱٬۱۲۶٬۰۰۰ (۲۰۰۶)                                                         | ۱٬۱۲۶٬۰۰۰                    | ۱٬۱۴۰٬۰۰۰                           |       |
| اونیتشا          | نیجریه                              |                                                                          | ۱٬۱۰۹٬۰۰۰                    | ۱٬۱۰۰٬۰۰۰                           |       |
| مومباسا          | کنیا                                |                                                                          | ۱٬۱۰۴٬۰۰۰                    | ۱٬۱۵۰٬۰۰۰                           |       |
| نیامی            | نیجر                                | ۲٬۱۰۰٬۰۰۰ (۲۰۱۳) استان                                                   | ۱٬۰۹۰٬۰۰۰                    | ۲٬۱۱۱٬۰۰۰                           |       |
| کادونا           | نیجریه                              | ۷۶۰٬۰۸۴ (۲۰۰۶) ۲ ناحیه فرمانداری ویژه کادونا                             | ۱٬۰۴۸٬۰۰۰                    | ۱٬۷۳۰٬۰۰۰                           |       |
| کیسانگانی        | جمهوری دموکراتیک کنگو               |                                                                          | ۱٬۰۴۰٬۰۰۰                    | فهرست نشده‌است                       |       |
| فری‌تاون          | سیرالئون                            | ۹۴۷٬۱۲۲ (۲۰۰۴) استان ناحیه غربی                                          | ۱٬۰۰۷٬۰۰۰                    | ۱٬۵۹۰٬۰۰۰                           |       |